# Sector la Palma
Sector la Palma är en ort i Mexiko.   Den ligger i kommunen Jesús María och delstaten Aguascalientes, i den centrala delen av landet, 400 km nordväst om huvudstaden Mexico City. Sector la Palma ligger 1 898 meter över havet och antalet invånare är 108.
Terrängen runt Sector la Palma är platt åt sydost, men åt nordväst är den kuperad. Runt Sector la Palma är det tätbefolkat, med 459 invånare per kvadratkilometer. Närmaste större samhälle är Aguascalientes, 10,0 km sydost om Sector la Palma. Trakten runt Sector la Palma består till största delen av jordbruksmark.